# Dead Ends and Girlfriends
Dead Ends and Girlfriends är det första albumet av pop-punkbandet Allister. Albumet släpptes 1999 och är tillägnat minnet av Phil Bonnet och Beth Miller.
Tre av låtarna är covers: Miz, I Want It That Way och Fraggle Rock.

## Låtlista
Alla låtarna är gjorda av Allister förutom dom noterade
1. "Jimmy's Dreamgirl" – 1:24
2. "Residential Burglary" – 1:37
3. "Moper" – 2:19
4. "Jacob Thinks I'm Gay" – 2:28
5. "It's Just Me" – 2:28
6. "Miz" (Kevin Doss, Humdingers) – 1:50
7. "Moon Lake Village" – 1:43
8. "I Told You So" – 1:55
9. "Timing" – 3:18
10. "Friday Night" – 2:27
11. "Chasing Amy" – 2:04
12. "Boysenberry" – 1:58
13. "Fraggle Rawk" (Phillip Balsam, Dennis Lee) – 1:19
14. "Pictures" – 2:21
15. "Love Song" – 0:18
16. "I Want It That Way" (Andreas Carlsson, Max Martin) – 2:22